# Madonna z Dzieciątkiem (obraz Giotta di Bondone)
Madonna z Dzieciątkiem (wł. Maesta di Ognissanti) – średniowieczny obraz autorstwa Giotto di Bondone namalowany ok. 1310 roku. Maesta to jedyny o niekwestionowanym autorstwie obraz sztalugowy artysty.

## Historia obrazu
Obraz został namalowany dla kościoła Ognissanti (Wszystkich Świętych) we Florencji, po powrocie malarza z Padwy, w okresie, gdy jego malarstwo cieszyło się dużym uznaniem. Obraz początkowo znajdował się w retabulum, umieszczonym powyżej lektorium lub w pobliżu ołtarza. Obecnie znajduje się w galerii Uffizi we Florencji w Sali malarstwa toskańskiego XIII wieku.

## Opis obrazu
Obraz przedstawia Matkę Boską z Dzieciątkiem zasiadającą na wznoszącym ją ponad inne postacie, wysokim tronie z baldachimem, w otoczeniu świętych, proroków i aniołów. Maria została ukazana w ujęciu en trois quarts, ze wzrokiem skierowanym w prawo, co dawało wrażenie obserwacji widza stojącego pośrodku kościoła. Giotto, malując dzieło, odszedł od frontalizmu malarstwa bizantyjskiego i zastosował efekt trójwymiarowości obecnej w sztuce antycznej. Twarz Maryi została namalowana bez typowej bizantyjskiej powagi, z większą otwartością na widza, jej głowa jest wyprostowana. Postać Dziewicy jest znacznie większa od pozostałych na obrazie, co miało czynić ją jeszcze ważniejszą i zaznaczyć jej hierarchię. Dzieciątko wznosi prawą dłoń w klasycznym geście błogosławieństwa.
Po obu stronach, pomiędzy lukami w tronie, Giotto umieścił postacie proroków Starego Testamentu. Ich wizerunki miały symbolicznie łączyć Stary i Nowy Testament. Prorocy przedstawieni zostali w trzech czwartych w odróżnieniu od innych postaci ukazanych z profilu. W dole obrazu ukazani zostali dwaj klęczący aniołowie z barwnymi skrzydłami, trzymający w dłoniach wazy z różami i liliami, symbolami czystości Maryi. Nad nimi po obu stronach stoją dwaj inni aniołowie. Jeden z nich po lewej stronie trzyma koronę, nawiązując tym samym do koronacji Maryi na Królową Niebios. Motyw ten był wprowadzony po raz pierwszy w XII wieku.